# Grand Ronde-i Közösség
A Grand Ronde-i Közösség az Amerikai Egyesült Államok Oregon államának Polk és Yamhill megyéiben, Grand Ronde település közelében fekvő indián rezervátum.
A 19. századi kitelepítésekkor létrejött, 42,43 km2 területű rezervátum a 27 törzsből álló Grand Ronde-i törzsszövetség irányítása alatt áll.

## Története
A rezervátum a Rogue-völgyi háborút követő 1857-es elnöki rendelettel jött létre.
Az 1860-as években Adrien Croquet belga misszionárius feleségül vette az egyik törzs tagját; leszármazottaik ma is élnek.
1887-ben lehetővé tették, hogy a rezervátumban kívülállók is letelepedhessenek. 1901-ben a terület egy részét értékesítették; az 1936-os Indian Reorganization Act lehetővé tette az őslakosoknak bizonyos telkek visszavásárlását.
Az 1954-es Termination Act értelmében a Grand Ronde-i törzs szövetségi státusza megszűnt; ezt az 1983-ban Ronald Reagan által aláírt törvény állította vissza.

## Fordítás
- Ez a szócikk részben vagy egészben  a   Grand Ronde Community című angol Wikipédia-szócikk ezen változatának fordításán alapul.  Az eredeti cikk szerkesztőit annak laptörténete sorolja fel. Ez a jelzés csupán a megfogalmazás eredetét és a szerzői jogokat jelzi, nem szolgál a cikkben szereplő információk forrásmegjelöléseként.